# Nez de chat
Pour le champignon, voir Macrolepiota excoriata.

La pomme Nez de chat est une variété de pomme à cidre française originaire du Pays d'Othe en France. Attestée dès l'ère moderne elle est cultivée à Eaux-Puiseaux, sur les hauteurs de Maraye-en-Othe (Champcharme) elle est de couteau comme de pomme à cidre et a été adaptée au XIXè siècle en Normandie.

## Historique
Le Pays d'Othe connait les pommes Nez de Chat depuis l'ère moderne.
« Une des grandes spécialités du pays d'Othe, dans l'Aube, que ce cidre au goût de pierre à feu. La région est réputée pour abriter d'anciennes variétés de pommes aux noms peu usuels tels l'avrolles, le nez de chat, le verrolot, le nez plat » d'après Dominique Auzias et Jean-Paul Labourdette.
Eugène Noël écrit en 1893: « L'arbre est de deuxième grandeur, très touffu, à branches flexibles, poussant d'abord verticalement mais retombant bientôt en parasol sous la charge des fruits et des feuilles. Il est d'une bonne vigueur, bien soutenue, d'une fertilité excessive et des plus régulières, peut-être à cause de sa floraison très tardive. Fruit de grosseur variable, le plus souvent petit et quelquefois très petit ; il est doux, acidulé et assez peu juteux, très dur, éminemment propre aux transports, soit pour le cidre, soit pour la consommation. Le cidre, d'abord épais, est lent à s'éclaircir mais après la fermentation il devient clair, d'une belle saveur ambrée, et acquiert alors toutes ses bonnes qualités. C'est peut-être celui qui peut se garder le plus longtemps. Le pèse-moût accuse une moyenne de 8 à 8, 75.
Dans certaines années où les gelées printanières détruisent toutes les floraisons de saison ordinaire, il est rare que cette variété n'échappe pas au fléau ; pour une certaine partie du moins. Dans ces conditions les fruits se trouvant clair-semés sur les arbres acquièrent leur maximum de développement et, en raison de la rareté tiennent une bonne place au fruitier. Bien développés, ces fruits petits il est vrai, ont un arôme agréable, un beau coloris : ils sont assez bon crus, très bon cuits et d'assez longue garde. Son branchage touffu et retombant réclame quelques coups de sécateurs en hiver et la suppression des parties épuisées. Le pommier Nez de Chat a le mieux résisté à l'hiver de 1879-80.
Le fruit est pressurable dès le mois de novembre.»